# Eupithecia corticata
Eupithecia corticata es una especie de polilla de la familia Geometridae. La especie fue descrita por primera vez por David Stephen Fletcher habiendo sido descrita en 1950, con distribución en África. El holotipo de la especie fue descrita en el Congo Belga y la Provincia de Kivu del Norte, especialmente el montañoso territorio de Rutshuru.